# Championnat d'Australie de football 2017-2018
Navigation
Édition précédente Édition suivante
La saison 2017-2018 de A-League est la quarante deuxième édition du Championnat d'Australie de football, la treizième sous cette appellation. Le premier niveau du football australien oppose cette année dix franchises (neuf australiennes et une néo-zélandaise) en série de vingt-sept rencontres jouées d'octobre 2017 à avril 2018. À la fin de cette première phase, les six premiers du classement disputent les Finals series pour remporter le titre.

## Les 10 clubs participants

### Carte
| \| Adelaide United Brisbane Roar Central Coast Mariners Melbourne City Melbourne Victory Newcastle Jets Perth Glory Sydney FC WS Wanderers \| Les neuf clubs australiens de l'édition 2017-2018. |
| Adelaide United Brisbane Roar Central Coast Mariners Melbourne City Melbourne Victory Newcastle Jets Perth Glory Sydney FC WS Wanderers                                                          |

### Les franchises
| Club                          | Ville      | État                   | Entraîneur       | Stade                           | Capacité      |
| ----------------------------- | ---------- | ---------------------- | ---------------- | ------------------------------- | ------------- |
| Adélaïde United Football Club | Adélaïde   | Australie-Méridionale  | Marco Kurz       | Hindmarsh Stadium Adelaide Oval | 17 000 53 500 |
| Brisbane Roar                 | Brisbane   | Queensland             | John Aloisi      | Suncorp Stadium                 | 52 000        |
| Central Coast Mariners        | Gosford    | Nouvelle-Galles du Sud | Wayne O'Sullivan | Central Coast Stadium           | 20 000        |
| Melbourne City                | Melbourne  | Victoria               | Warren Joyce     | AAMI Park                       | 31 000        |
| Melbourne Victory             | Melbourne  | Victoria               | Kevin Muscat     | Etihad Stadium AAMI Park        | 56 347 31 000 |
| Newcastle United Jets         | Newcastle  | Nouvelle-Galles du Sud | Ernie Merrick    | Hunter Stadium                  | 26 000        |
| Perth Glory                   | Perth      | Australie-Occidentale  | Kenny Lowe       | nib Stadium                     | 20 000        |
| Sydney Football Club          | Sydney     | Nouvelle-Galles du Sud | Graham Arnold    | Sydney Football Stadium         | 45 000        |
| Wellington Phoenix            | Wellington | Nouvelle-Zélande       | Chris Greenacre  | Westpac Stadium                 | 36 000        |
| Western Sydney Wanderers      | Sydney     | Nouvelle-Galles du Sud | Hayden Foxe      | Parramatta Stadium              | 21 000        |

## Compétition

### Phase régulière

#### Classement
Les équipes sont classées selon leur nombre de points, lesquels sont répartis comme suite : trois points pour une victoire, un point pour un match nul, zéro point pour une défaite et zéro point en cas de forfait. Pour départager les égalités, les critères suivants sont utilisés
1. Différence de buts générale
2. Nombre de buts marqués
3. Faces-à-faces
4. Différence de buts lors des faces-à-faces
5. Tirage au sort

| Rang | Équipe                   | Pts | J  | G  | N | P  | Bp | Bc | Diff |
| ---- | ------------------------ | --- | -- | -- | - | -- | -- | -- | ---- |
| 1    | Sydney Football Club T   | 64  | 27 | 20 | 4 | 3  | 64 | 22 | +42  |
| 2    | Newcastle United Jets    | 50  | 27 | 15 | 5 | 7  | 57 | 37 | +20  |
| 3    | Melbourne City           | 43  | 27 | 13 | 4 | 10 | 41 | 33 | +8   |
| 4    | Melbourne Victory        | 41  | 27 | 12 | 5 | 10 | 43 | 37 | +6   |
| 5    | Adelaide United          | 39  | 27 | 11 | 6 | 10 | 36 | 38 | -2   |
| 6    | Brisbane Roar            | 35  | 27 | 10 | 5 | 12 | 33 | 39 | -6   |
| 7    | Western Sydney Wanderers | 33  | 27 | 8  | 9 | 10 | 38 | 47 | -9   |
| 8    | Perth Glory              | 32  | 27 | 10 | 2 | 15 | 36 | 50 | -14  |
| 9    | Wellington Phoenix       | 21  | 27 | 5  | 6 | 16 | 31 | 55 | -24  |
| 10   | Central Coast Mariners   | 20  | 27 | 4  | 8 | 15 | 28 | 49 | -21  |

|  | Qualification pour la Ligue des champions de l'AFC 2019 et la phase finale                         |
|  | Qualification pour le tour préliminaire de la Ligue des champions de l'AFC 2019 et la phase finale |
|  | Qualification pour la phase finale                                                                 |
|  | T : tenant du titre                                                                                |

### Phase finale

#### Tableau
|  | Quarts de finale      | Quarts de finale      | Quarts de finale  | Quarts de finale  |                       |                       | Demi-finales | Demi-finales | Demi-finales | Demi-finales |  |  | Finale | Finale | Finale | Finale |
|  |                       |                       |                   |                   |                       |                       |              |              |              |              |  |  |        |        |        |        |
|  |                       |                       |                   |                   |                       |                       |              |              |              |              |  |  |        |        |        |        |
|  |                       |                       |                   |                   |                       |                       |              |              |              |              |  |  |        |        |        |        |
|  |                       |                       |                   |                   |                       |                       |              |              |              |              |  |  |        |        |        |        |
|  |                       |                       |                   |                   |                       |                       |              |              |              |              |  |  |        |        |        |        |
|  |                       |                       |                   |                   |                       |                       |              |              |              |              |  |  |        |        |        |        |
|  | Sydney Football Club  | Sydney Football Club  | 2                 | 2                 |                       |                       |              |              |              |              |  |  |        |        |        |        |
|  | Sydney Football Club  | Sydney Football Club  | 2                 | 2                 |                       |                       |              |              |              |              |  |  |        |        |        |        |
|  |                       |                       | Melbourne Victory | Melbourne Victory | 3                     | 3                     |              |              |              |              |  |  |        |        |        |        |
|  | 4                     | Melbourne Victory     | Melbourne Victory | Melbourne Victory | 3                     | 3                     | 2            | 2            |              |              |  |  |        |        |        |        |
|  | 4                     | Melbourne Victory     |                   |                   |                       |                       |              | 2            |              |              |  |  |        |        |        |        |
|  | 5                     | Adelaide United       | 1                 | 1                 |                       |                       |              |              |              |              |  |  |        |        |        |        |
|  | 5                     | Adelaide United       | 1                 | 1                 | Newcastle United Jets | Newcastle United Jets | 0            | 0            |              |              |  |  |        |        |        |        |
|  |                       |                       |                   |                   | Newcastle United Jets | Newcastle United Jets | 0            | 0            |              |              |  |  |        |        |        |        |
|  |                       |                       | Melbourne Victory | Melbourne Victory | 1                     | 1                     |              |              |              |              |  |  |        |        |        |        |
|  |                       |                       |                   |                   | 1                     | 1                     |              |              |              |              |  |  |        |        |        |        |
|  |                       |                       |                   |                   |                       |                       |              |              |              |              |  |  |        |        |        |        |
|  |                       |                       |                   |                   |                       |                       |              |              |              |              |  |  |        |        |        |        |
|  | Newcastle United Jets | Newcastle United Jets | 2                 | 2                 |                       |                       |              |              |              |              |  |  |        |        |        |        |
|  | Newcastle United Jets | Newcastle United Jets | 2                 | 2                 |                       |                       |              |              |              |              |  |  |        |        |        |        |
|  |                       |                       | Melbourne City    | Melbourne City    | 1                     | 1                     |              |              |              |              |  |  |        |        |        |        |
|  | 3                     | Melbourne City        | Melbourne City    | Melbourne City    | 1                     | 1                     | 2            | 2            |              |              |  |  |        |        |        |        |
|  | 3                     | Melbourne City        |                   |                   |                       |                       |              | 2            |              |              |  |  |        |        |        |        |
|  | 6                     | Brisbane Roar         | 0                 | 0                 |                       |                       |              |              |              |              |  |  |        |        |        |        |
|  | 6                     | Brisbane Roar         | 0                 | 0                 |                       |                       |              |              |              |              |  |  |        |        |        |        |
|  |                       |                       |                   |                   |                       |                       |              |              |              |              |  |  |        |        |        |        |

#### Résultats

##### Quarts de finale
| 20-22 avril 2018 | Melbourne City                      | 2-0   | Brisbane Roar | AAMI Park, Melbourne                           |                                                |
|                  | Stefan Mauk 59e Nick Fitzgerald 91e | (0-0) |               | Spectateurs : 7 757 Arbitrage : Jarred Gillett | Spectateurs : 7 757 Arbitrage : Jarred Gillett |
|                  | Rapport                             |       |               | Spectateurs : 7 757 Arbitrage : Jarred Gillett | Spectateurs : 7 757 Arbitrage : Jarred Gillett |

| 20-22 avril 2018 | Melbourne Victory                   | 2-1   | Adelaide United      | AAMI Park, Melbourne    |                         |
|                  | Leroy George 63e Besart Berisha 89e | (0-0) | Nikola Mileusnic 57e | Arbitrage : Chris Beath | Arbitrage : Chris Beath |
|                  | Rapport                             |       |                      | Arbitrage : Chris Beath | Arbitrage : Chris Beath |

##### Demi-finales
| 28 avril 2018 | Sydney Football Club                                   | 2-3 (a.p.) | Melbourne Victory                                         | Sydney Football Stadium, Sydney           |                                           |
|               | Stefan Nigro 21e (c.s.c.) Terry Antonis 90+5e (c.s.c.) | (1-1)      | Kosta Barbarouses 31e James Troisi 47e Terry Antonis 117e | Spectateurs : 17 775 Arbitrage : Kurt Ams | Spectateurs : 17 775 Arbitrage : Kurt Ams |

| 27 avril 2018 | Newcastle United Jets              | 2-1   | Melbourne City                     | Hunter Stadium, Newcastle                    |                                              |
|               | Riley McGree 56e Jason Hoffman 74e | (0-1) | Nikolai Topor-Stanley 13e (c.s.c.) | Spectateurs : 19 131 Arbitrage : Shaun Evans | Spectateurs : 19 131 Arbitrage : Shaun Evans |

##### Finale
| 5 mai 2018 | Newcastle United Jets | 0:1   | Melbourne Victory    | McDonald Jones Stadium, Newcastle               |                                                 |
| 19h50      |                       | (0:1) | Kosta Barbarouses 9e | Spectateurs : 29 410 Arbitrage : Jarred Gillett | Spectateurs : 29 410 Arbitrage : Jarred Gillett |

## Bilan de la saison
| Championnat d'Australie de football 2017-2018                  |                                        |
| Champion                                                       | Melbourne Victory (4ee titre)          |
| Dauphin                                                        | Newcastle United Jets                  |
| Coupes et trophées                                             |                                        |
| Vainqueur de la Coupe d'Australie 2017-2018                    | Sydney Football Club                   |
| Qualifications continentales                                   |                                        |
| Ligue des champions de l'AFC 2019 (phase de groupes)           | Melbourne Victory Sydney Football Club |
| Ligue des champions de l'AFC 2019 (deuxième tour préliminaire) | Newcastle United Jets                  |